# 汐見町
汐見町為台灣日治時期臺南州臺南市地名，町名因可從該地眺望大海而得名。
此地名出現於昭和12年（1937年），為臺南市都市擴張發展後，地方政府預定設立的新町名之一，其他新設的町尚有伏見町、水道町、白川町、若竹町、乃木町、青葉町、昭和町等。
其所在區域位於市區南緣的大字桶盤淺，約今金華路、體育路之間的健康路以南區域，主要的聚落即今日之水交社園區。然而由於日本戰敗，此一行政區劃始終未正式實施，僅作為一般稱呼。

## 町內設施
- 汐見公學校（現忠義國小、現址：大成國中）
- 汐見町郵便局（1944年4月16日設立汐見町郵便局，1949年12月28日改稱水交社郵局）
- 陸上競技場（現台南市立體育場）
- 競馬場
- 塩埕無線電信局
- 臺南州國民道場
- 汐見丘（櫻丘砂丘）

## 相關
1. ↑  《台南市の新町の名が決定した～市の懇談會で》，昭和12年8月10日
2. ↑  「臺南市街略圖」，《臺灣鐵道旅行案內》，1940年，臺灣總督府交通局鐵道部
3. ↑  《臺灣市街町名改正之探討─以臺灣總督府檔案相關資料為範圍》，劉澤民，《臺灣地名研究成果學術研討會》頁123至236，2008年，國史館臺灣文獻館